# Тополово (Козє)
Тополово (словен. Topolovo) — поселення в общині Козє, Савинський регіон, Словенія. Висота над рівнем моря: 436,9 м. 